# Monumento a Ángel Melgar
El Monumento al Capitán Melgar se encuentra en los Jardines de Lepanto, en la Plaza de Oriente, en Madrid (España). Fue inaugurado el 21 de diciembre de 1911 siendo su escultor Julio González-Pola y García y representa el busto del capitán del Ejército Español Ángel Melgar (1876–1909).
Con unas medidas de 3,60 m x 1,60 × 1,60 metros, el busto se encuentra realizado en bronce y mármol gris y negro. 
En su lápida frontal se lee: 

S. M. EL REY D. ALFONSO XIII 
 HONRO SU MEMORIA 
 CEDIENDO SITIO Y MARMOLES 
 PARA ESTE MONUMENTO 
 RECUERDO DE SUS COMPAÑEROS 
 DE PROMOCIÓN EN HOMENAJE 
 AL VALOR QUE ACREDITÓ Y 
 ESTIMULO PARA IMITAR 
 SU EJEMPLO
MCMXI

mientras que en el frente del pilar aparece:

AL CAPITAN MELGAR 
 MELILLA 1909